# Koncert w Trójce (album Voo Voo)
Koncert w Trójce – dwupłytowy album koncertowy nagrany przez zespół Voo Voo dla Programu III Polskiego Radia w dniach 4 i 5 czerwca 1999 w studiu im. Agnieszki Osieckiej w Warszawie. Koncert został wydany na cd przez Music Corner w 1999 roku.

## Lista utworów
CD I (Singel)
1. „Posypałka”
2. „Flota zjednoczonych sił”
3. „Nim stanie się tak, jak gdyby nigdy nic nie było”
4. „Cudnie”
5. „Będę żył”
6. „Wcale mi się słowa nie posplątywały”
7. „Rapatapa-to-ja” (sł. W. Waglewski i Mamadou Diouf)
8. „Wannolot”

CD II (Longplay)
1. „Dwa w jednym (Umpa-umpa)”
2. „Nuty dźwięki”
3. „Sfora zmor”
4. „Nim stanie się tak, jak gdyby nigdy nic nie było”
5. „Posypałka”
6. „Tropikalny list” (muz. Mateusz Pospieszalski, sł. Mamadou Diouf)
7. „Flota zjednoczonych sił”
8. „Piąta rano”

Muzyka i słowa Wojciech Waglewski z wyjątkiem jak zaznaczono powyżej.

## Muzycy
Voo Voo:
- Wojciech Waglewski – gitary, głos
- Mateusz Pospieszalski – saksofon, okaryna
- Karim Martusewicz – gitara basowa (we wkładce płyty błędnie podano „Karim Musiatowicz”)
- Piotr Żyżelewicz – perkusja, instrumenty perkusyjne

Gościnnie:
- Mamadou Diouf – głos
- Ziut Gralak – trąbka
- DJ MAD – skrecze